# Acarospora nevadensis
Acarospora nevadensis är en lavart som beskrevs av Hugo Magnusson. Acarospora nevadensis ingår i släktet Acarospora och familjen Acarosporaceae.   Inga underarter finns listade i Catalogue of Life.